# 水野惣兵衛 (忠義の長男)
水野 惣兵衛（みずの そうべえ）は、江戸時代後期の駿河国沼津藩の世嗣。

## 略歴
文政6年（1823年）、3代藩主・水野忠義の長男として誕生。
世子であったが、文政8年（1825年）に父に先立って早世した。享年3。代わって弟・忠武が世子となった。